# Isabelle Heitman
Isabelle Heitman (ur. 2 stycznia 1972 w Oslo w Norwegii) – wokalistka zespołu Solid Base.

## Dzieciństwo
Już od dzieciństwa jej największą pasją były taniec i śpiew. Mogła liczyć na duże wsparcie ze strony rodziców, którzy przebywali w kręgach muzycznych. Śpiewając w znanym norweskim zespole muzycznym, Isabelle występowała jako ich support. W wieku 10 lat przeprowadziła się z rodziną do Göteborg w Szwecji, gdzie w wieku 14 lat rozpoczęła naukę w szkole Stage School. Tam kilka lat później zdała egzaminy z muzyki poważnej i przeniosła się do Sztokholmu, gdzie kontynuowała swoją edukację w znanej szkole Södra Latin. Swoje umiejętności doskonaliła na deskach teatru Apollo oraz biorąc udział w różnych konkursach mających wyłonić młode talenty muzyczne.

## Solid Base
Pewnego dnia zadzwonił do niej producent Pat Reiniz z pytaniem, czy nie zechciałaby śpiewać dla niego. Zgodziła się na propozycję i razem z grupą Cool James & Black Teacher rozpoczęli pracę nad albumem. W czasie pracy poznała Niclasa Lindberga, producenta grupy Snipers, od którego dowiedziała się o grupie Solid Base, do której twórcy szukają wokalistki. Zdecydowała się pójść na próbne nagranie. Udało jej się pokonać około 25 innych kandydatek i swoim talentem oczarowała Thomasa i producentów, którzy, jak wspominają, mieli gęsią skórkę, kiedy Isabelle zaczynała śpiewać.

## Teraźniejszość
Od wydania ostatniej płyty zespołu In Action w 2002 roku nie ma żadnych informacji na temat tego, co stało się z Isabelle.